# Kings of Chaos (groupe)
Kings of Chaos est un supergroupe fondé en 2013 comprenant des membres de groupes tels que Guns N' Roses, Deep Purple, Def Leppard. Le groupe est connu pour reprendre sur scène des classiques du Hard rock, comme Welcome To The Jungle, Smoke on the Water, Knockin' on Heaven's Door ou encore Pour Some Sugar on Me. Ils reprennent également des titres d'autres artistes les ayant influencés, comme Immigrant Song (Led Zeppelin) ou Tie Your Mother Down (Queen). La composition du groupe varie d'une tournée à l'autre.

## Artistes participants
Le groupe faisant alterner plusieurs chanteurs tout au long de leurs concerts, la liste des membres varie à chaque tournée.

### Chant
- Sebastian Bach (ex-Skid Row, Damnocracy)
- Glenn Hughes (Trapeze, ex-Deep Purple, Black Country Communion)
- Joe Elliott (Def Leppard)
- Myles Kennedy (Slash, Alter Bridge)
- Corey Taylor (Slipknot, Stone Sour)
- Ed Roland (Collective Soul)
- Robin Zander (Cheap Trick)
- Chester Bennington (Linkin Park)
- Steven Tyler (Aerosmith)

### Guitare
- Slash (Guns N' Roses, ex-Slash's Snakepit, Velvet Revolver)
- Gilby Clarke (ex-Guns N' Roses, Rock Star Supernova)
- Steve Stevens (Billy Idol, Top Gun Anthem)
- Vivian Campbell (Def Leppard, Thin Lizzy, ex-Dio, ex-Whitesnake)
- Nuno Bettencourt (Extreme, DramaGods, Population1, Satellite Party)
- Billy Gibbons (ZZ Top)

### Basse
- Duff McKagan (Guns N' Roses, ex-Slash's Snakepit, Velvet Revolver, Loaded, Neurotic Outsiders)

### Batterie
- Matt Sorum (ex-Guns N' Roses, ex-Slash's Snakepit, Velvet Revolver, ex-The Cult, Neurotic Outsiders)